# Saint-Vincent-des-Prés, Sarthe

Saint-Vincent-des-Prés este o comună în departamentul Sarthe, Franța. În 2009 avea o populație de 495 de locuitori.